# Параи
Параи (порт. Paraí) — муниципалитет в Бразилии, входит в штат Риу-Гранди-ду-Сул. Составная часть мезорегиона Северо-восток штата Риу-Гранди-ду-Сул. Входит в экономико-статистический микрорегион Гуапоре. Население составляет 6693 человека на 2006 год. Занимает площадь 120,418 км². Плотность населения — 55,6 чел./км².

## История
Город основан 9 июля 1965 года.

## Статистика
- Валовой внутренний продукт на 2003 составляет 114 118 835,00 реалов (данные: Бразильский институт географии и статистики).
- Валовой внутренний продукт на душу населения на 2003 составляет 17 875,76 реалов (данные: Бразильский институт географии и статистики).
- Индекс развития человеческого потенциала на 2000 составляет 0,843 (данные: Программа развития ООН).